# Pheia proteria
Pheia proteria là một loài bướm đêm thuộc phân họ Arctiinae, họ Erebidae.